# Дзідра Рітенберга
Дзідра Артурівна Рітенберга (латис. Dzidra Ritenberga; 29 серпня 1928, Дундагський край, Латвія — 9 березня 2003, Рига, Латвія) — латвійська акторка театру і кіно, кінорежисерка. Заслужена артистка Латвійської РСР (1960).

## З життєпису
Народилась 29 серпня 1928 р. Закінчила театральний факультет Латвійської консерваторії (1974). Працювала у театрах Риги, Москви.
Знялась в українських фільмах: «Мальва» (1956, Мальва. Кубок Вольпі у номінації найкраща акторка Міжнародного кінофестивалю у Венеції), «Народжені бурею» (1957, Стефанія), «Гроза над полями» (1958, Софья).
Зіграла у понад 30 кінокартинах, серед яких: «Злочин і кара» (1969, Луїза Іванівна), «Балада про Берінга і його друзів» (1970, Катерина I), «Ключі від раю» (1975), «Довга дорога в дюнах» (1980—1981, Ерна), «Жінка в білому» (1981, епізод), «Багач, бідняк…» (1982), «Сад з привидом» (1983).
Режисерка-постановниця восьми повнометражних художніх фільмів (Ризька кіностудія).
Чоловік: актор Євген Урбанський (1932—1965).
Померла 9 березня 2003 р.